# Iglesia de San Ginés (La Ametlla del Vallés)
La iglesia de Sant Genís de La Ametlla, en la provincia de Barcelona, fue el núcleo fundacional del actual municipio en el siglo X. De origen románico, fue ampliada en estilo barroco en el siglo XVII. En la actualidad se practica culto regularmente y de ella dependen, eclesiásticamente, el Santuario de Puiggraciós, la ermita de San Nicolás y la ermita de Sant Bartomeu de Mont-ras.

## Historia
A comienzos del siglo X Emma de Barcelona, abadesa del monasterio de San Juan de las Abadesas e hija del conde de Barcelona Wifredo el Velloso y de Guinedilda, comandaba el señorío de La Atmella. El año 906 estuvo presente en un sínodo celebrado en Barcelona y presidido por el arzobispo de Narbona Arnust. Emma, a través de sus representantes, pidió a su favor la confirmación de la iglesia de Sant Genís, situada en la población de La Ametlla (entonces llamada «Amigdala»). Es, sin embargo, en el año 932 cuando nace oficialmente la parroquia. El obispo de Barcelona Teodorico consagra solemnemente la iglesia y la dedica al mártir san Ginés de Roma. En el Archivo de la Corona de Aragón se conserva el pergamino que contiene el acta de este histórico acontecimiento:

En el año de la encarnación del Señor 932, indición V, era 970, el ilustre barón de nombre Teodorico, por la gracia divina, obispo de la Santa Sede de Barcelona, vino a la villa llamada Atmella, en el condado de Barcelona, y la iglesia aquí situada para dedicarla a San Genís, rezado por la abadesa Emma y los parroquianos ...

En el siglo XII se remodeló y amplió el templo primitivo que fue de nuevo consagrado por el arzobispo de Tarragona San Olegario el año 1123. De aquella primitiva iglesia románica sólo queda un muro, situado en la cara sur del edificio actual, con dos ventanas con arcos de medio punto.
Desde el año 1619 se instituyeron dos patrones de la parroquia, por concesión del obispo de Barcelona de la época, Joan de Montcada i Gralla. Estos dos patrones se llaman san Genís, (Ginés de Roma) que era actor y san Ginés de Arlés que era notario.

## Ampliación barroca
En 1679 por iniciativa del párroco mosén Joan Sanmartí comenzó la construcción del nuevo templo que se edificó sobre la antigua iglesia. En el lado sureste de la fachada se levantó una torre cuadricular como campanario, obras que duraron hasta el año 1692, aunque más adelante se incrementó la altura. De la misma época es la rectoría, adosada a la cara posterior del templo parroquial.

## Guerra civil española
El inicio de la guerra civil española, en julio de 1936, es tiempo de revueltas y de quema de iglesias. Una hábil maniobra del ayuntamiento de la población, evitó que el templo fuera incendiado por parte de un pelotón revolucionario forastero, alegando que ya se había destinado el edificio al Sindicato Agrícola de Rabassaires. Pese a todo, destrozaron las imágenes y los ornamentos de la iglesia. También destruyeron el altar mayor con su retablo de estilo neoclásico. De aquel acto sólo se salvó la pila bautismal que data del siglo XVI y diferentes piezas de orfebrería, gracias a la rápida actuación de unos honrados vecinos que pudieron retirarlas oportunamente y guardarlas en lugar seguro. Una acción similar se efectuó con las esculturas del portal a las que se les hasbía cortado la cabeza y guardado en lugar seguro, para desanimar a los revolucionarios a destruir los símbolos religiosos.
Terminada la guerra civil se hizo una reforma exterior e interior del templo, recuperando las cabezas de los santos. Se transformó la escalinata modernista de entrada al templo y se modificó la estructura del campanario.

## Arquitectura

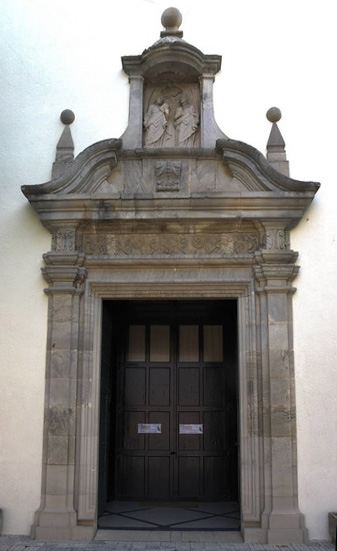
Portal de la iglesia.

La estructura actual corresponde a la ampliación del 1679-1692, de estilo barroco.
Tiene un cuerpo rectangular con tres naves, sin transepto. La central termina en un ábside. La nave lateral sur tiene una pequeña capilla lateral y, a continuación, el vestigio del muro románico original. La nave lateral norte, da acceso a tres capillas laterales.
A los lados de la entrada está el baptisterio en el norte y la escalera de acceso al coro y al campanario al sur. El coro está situado sobre el techo del baptisterio y de la zona de acceso posterior en el portal.

### Fachada
En el portal dos pilastras sostienen un arquitrabe. El friso está decorado con motivos florales y una cornisa sencilla. El cuerpo superior tiene una hornacina coronada con una bola que alberga las esculturas de san Ginés de Roma y de san Ginés de Arlés. Más arriba hay un ojo de buey que proporciona iluminación interior. En 1943 se decoró el ábside con unas pinturas murales, con las imágenes superpuestas de los patronos de la parroquia.

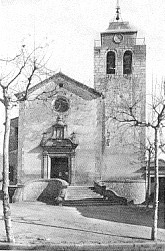
La iglesia en 1912 con la escalera modernista diseñada por Manuel Raspall.

En la fachada hay una escalinata de acceso desde el nivel de la calle. En este espacio estuvo situado el cementerio hasta que fue trasladado a su enclave actual en 1902. Entonces el arquitecto Manuel Raspall construyó una escalinata modernista que fue modificada en unas obras de reforma junto con el campanario en 1955.

### Campanario
El campanario de la iglesia se levanta en el lado sureste de la fachada principal. La construcción se inició verosímilmente el año 1691, cuando acabaron las obras del nuevo templo. Entonces era párroco Jaume Quintana. Presenta una amplia planta cuadricular con aspecto de gran solidez. Más adelante se consideró que el campanario no era lo suficientemente exitoso y que había que hacerlo más alto para conseguir proporciones más adecuadas. Coronaba la torre otra planta cuadrada más reducida que la del campanario, cubierta por una pirámide truncada donde se alojaba la maquinaria del reloj y el soporte metálico de las campanas.
Pero esta reforma duró poco ya que una nueva modificación tanto de forma como de altura se realizó en 1955 con ocasión de una nueva remodelación de la iglesia y de la rectoría. Se sustituyó la cúspide de la torre por un tejado piramidal. La altura se incrementó construyendo tres aberturas cuadradas en cada cara de la torre por encima de los ventanales de campanas. En 1956 se festejó la inauguración de las obras con la asistencia del obispo de Barcelona Gregorio Modrego que presidió la bendición de las ocho campanas nuevas. Con motivo de la celebración del Milcentenari de la fundación, en 2006 se instaló un sistema automático de las campanas.

### Baptisterio
El baptisterio es una pieza en forma de pequeña capilla situada en el lateral norte del templo que se construyó hacia el año 1952. En su interior hay una pila bautismal de piedra labrada, en uso desde el siglo XVI. En el recinto también se puede ver una pintura de notable valor artístico que escenifica a San Juan Bautista bautizando a Jesús de Nazaret rodeado de ángeles. Es de estilo italianizante, probablemente del siglo XVI con un marco también de la época.